# Canal de Varistaipale
Le canal de Varistaipale (finnois : Varistaipaleen kanava) est un canal situé à   Heinävesi en Finlande.

## Description
Construit en 1911–1913, le canal à quatre écluses relie les lacs Juojärvi et  Varisvesi. 
Sa longueur est de 1100 mètres pour un dénivelé est de 14,5 mètres.
Les dimensions autorisées des bateaux sont: (longueur 31,2m x largeur 7,1 x tirant d'eau 1,8 x hauteur 12,5 m). 
Le canal fait partie de la voie navigable d'Heinävesi.
La seututie 542 enjambe le canal de Varistaipale.